# Parker Strip
Parker Strip é uma Região censo-designada localizada no estado americano de Arizona, no Condado de La Paz.

## Demografia
Segundo o censo americano de 2000, a sua população era de 3302 habitantes.

## Geografia
De acordo com o United States Census Bureau tem uma área de
21,8 km², dos quais 18,4 km² cobertos por terra e 3,4 km² cobertos por água.

## Localidades na vizinhança
O diagrama seguinte representa as localidades num raio de 40 km ao redor de Parker Strip.